# تيديس

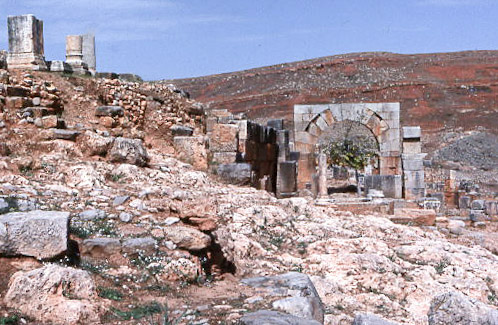
مدينة تيديس الأثرية.

مدينة تيديس الأثرية، تقع في بلدية بني حميدان ولاية قسنطينة في الجزائر.
تعتبر من أهم المواقع الأثرية بالولاية، تتربع على مساحة 40 هكتار، وهي تعد موقعا سياحيا مميزا، تقع على بعد 30 كلم على الشمال الغربي من قسنطينة، وتختفي في جبل مهجور، وتتميز بكثرة كهوفها التي كان الأهالي المحليون يتعبدون فيها.
لقبت بأسماء عديدة مثل: قسنطينة العتيقة، راس الدار وكذلك بمدينة الحرفيين لكثرة إنتاج الخزف التيديسي المتمثل في الفخار ذي اللون البرتقالي وقنوات تحمل اسم المدينة تيديطانلروم، إلى أن أصبحت تلقب بتيديس وهو اسم محلي نوميدي، كما أنه ما تزال بها آثار الحضارات البونيقية، الرومانية، البيزنطية والحضارة الإسلامية.
لعبت دورا في حماية سيرتا من الهجمات الأجنبية.كانت تابعة لبلدية حامة بوزيان قبل ان ترتقي بني حميدان إلى بلدية جديدة.

## الموقع والتاريخ
تقع تيديس على بعد 30كلم إلى الشمالُ الغربي من قسنطينة وتختفي في جبل مهجور، كانت لها قديما أسماء عديدة مثل: «قسنطينة العتيقة»، «رأس الدار» كما سميت أيضا «مدينة الأقداس» نظراً لكثرة الكهوف التي كان الأهالي يتعبدون بها، ويبدو أن اسمها الحالي «تيديس» هو اسم محلي نوميدي، أما الرومان فأعطوها اسم castelli respublica tidditanorum. ومعنى «كاستيلي» هو المكان المحصن، ومعنى «روسبيبليكا» أي التمتع بتنظيمات بلدية، وقد كان دور هذه المدينة هو القيام بوظيفة القلعة المتقدمة لحماية مدينة سيرتا من الهجمات الأجنبية.
ولا تزال آثار الحضارات التي تعاقبت على «تيديس» شاهدة إلى اليوم بدءا بعصور التاريخ، فالحضارة البونيقية، الحضارة الرومانية، الحضارة البيزنطية إلى الحضارة الإسلامية.
ويتجلى عصر ما قبل التاريخ في مجموعة من القبور تسمى «دولمن» ومعناها«المناضد الصخرية»، وكذا مقبرة قديمة تقع على منحدر الجانب الشمالي وتجمع عدد من المباني الأثرية الدائرية المتأثرة بطريقة الدفن الجماعي والتي تسمى «بازناس» وتدل النصب والشواهد الموجودة على العصر البونيقي، فيما يتجلى الطابع الروماني في المناهج المتعلقة بنظام تخطيط المدن.

## الحاضر والمستقبل
الزائر لتيديس يسمع صدى الإنسان في تحولاته، إنها باختصار المكان المثالي لقراءة تاريخ هذه المنطقة وتأمل تفلصيلها الغنية.(عبد الحق طوابي..عضو جمعية تيديس للآثار التاريخية )
قام بزيارتها وولتر كيغي من جامعة شيكاغو في 22 ابريل 2005بدعوى من جمعية تيديس، لدراسة الحالة الجيولوجية والتاريخية للمدينة حين كان بصدد تحضير اطروحة حول شمال أفريقيا.
على الرغم من موقع المدينة المجاور للطريق الوطني رقم 27 وعلى بعد مسافة قصيرة من عاصمة الولاية، إلا انها ما تزال مجهولة لدى الكثير من سكان المنطقة والمناطق المجاورة.
تتابع أمور المدينة جمعية تسمى جمعية تيديس الأثرية.وهي تهدف إلى إقامة مهرجان تيديس الدولي مشابه لمهرجان تمقاد الدولي بباتنة، والفكرة محل التجسيد.